# ۵۵۸ (خورشیدی)
۵۵۸ پانصد و پنجاه و هشتمین سال هجری خورشیدی است.